# Australische Platte

Übersicht Lithosphärenplatten

Die Australische Platte ist eine der großen Kontinentalplatten (bzw. tektonischen Platten) der Erde. Sie umfasst den australischen Kontinent einschließlich Neuguinea, den westlichen Teil Zealandias einschließlich der Nordinsel und dem nördlichen Teil der Südinsel Neuseelands im Südwestpazifik sowie einen Großteil des Ozeanbodens des östlichen Indischen Ozeans. Teilweise wird die Australische Platte mit der Indischen Platte, die den indischen Subkontinent trägt, zur Indo-Australischen Platte zusammengefasst.
Die Australische Platte grenzt (im Uhrzeigersinn) an die Eurasische Platte, die Philippinische Platte, die Pazifische Platte, die Antarktische Platte, die Afrikanische Platte und an die Indische Platte. Für die Übergangszonen zur Eurasischen, Philippinischen und Pazifischen Platte werden 10 weitere, deutlich kleinere Platten postuliert.